# Питерсвил (Аљаска)
Питерсвил (енгл. Petersville) насељено је место без административног статуса у америчкој савезној држави Аљаска.

## Демографија
По попису из 2010. године број становника је 4, што је 23 (-85,2%) становника мање него 2000. године.
| Група             | 2000.      | 2010.     |
| Белци             | 24 (88,9%) | 3 (75,0%) |
| Афроамериканци    | 0 (0,0%)   | 0 (0,0%)  |
| Азијати           | 0 (0,0%)   | 0 (0,0%)  |
| Хиспаноамериканци | 0 (0,0%)   | 0 (0,0%)  |
| Укупно            | 27         | 4         |